# Мар'янович Тадеуш Павлович
Мар'янович Тадеуш Павлович (25.05.1932 Дніпропетровськ — 09.10.2014, Київ) — вчений в галузі кібернетики та обчислювальної техніки, ветеран Інституту кібернетики імені В. М. Глушкова НАНУ, член-кореспондент НАН України. Його наукові праці присвячені розробці і застосуванню комп'ютерної імітації моделей складних процесів різної фізичної природи, автоматизації проектування нової техніки, розробці мов високого рівня

## Біографія
Тадеуш Мар'янович народився 25 травня 1932 р. в робітничій родині у м. Дніпропетровську. Протягом 1951—1956 років був студентом механіко-математичного факультету Київського державного університету ім. Т .Г . Шевченка. Перша наукова праця була створена під керівництвом професора Г .Є. Шилова, 1952 року. Цю роботу відтворено в журналі «Світогляд» (No 6(14) за 2008 р.).
Закінчивши університет у 1956 р., одержав призначення в Лабораторію обчислювальної техніки Інституту математики АН УРСР . Виконуючи дослідження з оброблення даних стендових випробувань ракетних двигунів, він здобув перші навички роботи з обчислювальною машиною. З 1957 р. Тадеуш Павлович навчався в аспірантурі в академіка Б. В. Гнєденка. У 1963 р. захистив кандидатську дисертацію.
В 1964 році Мар'янович Т. П. за конкурсом був зарахований на посаду старшого наукового співробітника Інституту кібернетики АН УРСР, працював у керованому академіком Глушковим В. М. відділі теорії цифрових автоматів, виконуючи обов'язки заступника завідувача відділу. Його дослідження в цей період стосувалися застосувань моделей масового обслуговування до вивчення процесів взаємодії між компонентами ЕОМ.
В 1965 р. Т. П. Мар'янович очолив створену при відділі теорії цифрових автоматів (керував відділом академік В. М. Глушков) лабораторію методів системного моделювання, яка згодом була реорганізована в науковий відділ. За дорученням академіка Глушкова В. М. у цьому відділі була розроблена і реалізована на машинах класу М-20 перша в тогочасному Радянському Союзі програмна система для імітаційного моделювання складних дискретних систем, яка здобула широкі застосування в практиці проєктування технічних систем різного призначення. У складі авторського колективу циклу робіт з проблем моделювання та стохастичної оптимізації Мар'янович Т. П.
У 1973 році був відзначений Державною премією УРСР. В подальшому виконувані Мар'яновичем Т. П. Комплекси прикладних робіт, виконаних спільно з російськими партнерами, були відзначені Премією Ради Міністрів СРСР в 1981 році та Державною премією Союзу РСР в 1986 році.
У 1982—1984 рр. він був директором Спеціального конструкторського бюро математичних машин і систем.
У 1985 р. він захистив дисертацію на здобуття наукового ступеня доктора технічних наук, а в 1988 р. отримав звання професора. У 1992 р. його обрано членом кореспондентом НАН України.

## Педагогічна та громадська діяльність
Роботи Т. П. Мар'яновича по створенню інструментальних засобів для імітаційного моделювання були розповсюджені на складні системи, що включають як дискретні, так і неперервні компоненти.
Результатом цих досліджень стала реалізована на машинах класу БЕСМ програмна система, що дозволяла імітувати процеси функціонування складних об'єктів у промисловості, на транспорті, у ракетно-космічній і військовій галузях. Мар'янович Т. П. і керований ним колектив співробітників виконували також значний обсяг досліджень з оцінки якості функціонування складних систем у різних галузях науки і техніки.
Протягом 8 років працював на посаді заступника директора Інституту кібернетики ім. В. М. Глушкова НАН України.
Науковий доробок Т. П. Мар'яновича становить понад 100 наукових праць, опублікованих у провідних наукових виданнях.

## Нагороди та звання
- заслужений діяч науки і техніки України (1992)
- член-кореспондент НАН України (1992)
- Почесна грамота Президії Верховної Ради УРСР (1980)
- Почесна грамота Міністерства освіти Російської Федерації (2003)
- Почесна грамота Міністерства науки і освіти України (2007)
- Премія ім. В. М. Глушкова Президії АН УРСР (1989)
- лауреат премії Ради Міністрів СРСР (1981)
- лауреат Державної премії СРСР (1986)